# Витязь (Концово)
Футбольний клуб «Витязь» Концово — український аматорський футбольний клуб із села Концово Ужгородського району Закарпатської області, заснований у 2012 році. Виступала у Чемпіонаті та Кубку Закарпатської області. Домашні матчі приймала на стадіоні «Концгазо».

У 2020 році команду ліквідовано. На базі клубу створенно новий футбольний клуб - «Турбогаз» Концово

## Досягнення
- Чемпіонат Закарпатської області
  - Бронзовий призер: 2019
- Кубок Закарпатської області
  - Фіналіст: 2019
- Суперкубок Закарпатської області
  - Фіналіст: 2019.